# ريغي هنت
ريغي هنت (بالإنجليزية: Reggie Hunt)‏ هو لاعب كرة القدم الكندية أمريكي، ولد في 14 أكتوبر 1977 في دنيسون في الولايات المتحدة.